# PulseAudio
PulseAudio je zvukový server pro Linux a další UN*Xové operační systémy. Podporuje například mixování zvukových kanálů, nastavení hlasitosti pro každou aplikaci zvlášť, přenos zvuku po síti atd.
PulseAudio je publikován jako svobodný software pod licencí GNU Lesser General Public License verze 2.1.